# Yassine Bahassa
Yassine Bahassa (Sauveterre-de-Guyenne, 21 maggio 1992) è un calciatore francese, attaccante del Krasava ENY Ypsōnas.

## Carriera
Ha trascorso la prima parte della carriera nelle serie minori del calcio francese. Il 24 luglio 2021 ha esordito fra i professionisti con la maglia del Quevilly-Rouen, disputando l'incontro di Ligue 2 pareggiato 1-1 contro il Dunkerque. Il 1º luglio 2022 è stato acquistato dall'FCU Craiova, formazione militante nella massima serie rumena.

## Statistiche

### Presenze e reti nei club
Statistiche aggiornate al 4 marzo 2023.
| Stagione               | Squadra                | Campionato             | Campionato | Campionato | Coppe nazionali | Coppe nazionali | Coppe nazionali | Coppe continentali | Coppe continentali | Coppe continentali | Altre coppe | Altre coppe | Altre coppe | Totale | Totale |
| Stagione               | Squadra                | Comp                   | Pres       | Reti       | Comp            | Pres            | Reti            | Comp               | Pres               | Reti               | Comp        | Pres        | Reti        | Pres   | Reti   |
| ---------------------- | ---------------------- | ---------------------- | ---------- | ---------- | --------------- | --------------- | --------------- | ------------------ | ------------------ | ------------------ | ----------- | ----------- | ----------- | ------ | ------ |
| 2015-2016              | Lège-Cap-Ferret        | CFA2                   | 25         | 8          | CF              | 1               | 0               |                    | -                  | -                  |             | -           | -           | 26     | 8      |
| 2016-2017              | Stade Bordelais        | CFA2                   | 24         | 7          | CF              | 0               | 0               |                    | -                  | -                  |             | -           | -           | 24     | 7      |
| 2017-2018              | Stade Bordelais        | N2                     | 30         | 3          | CF              | 2               | 0               |                    | -                  | -                  |             | -           | -           | 32     | 3      |
| 2018-2019              | Stade Bordelais        | N2                     | 30         | 6          | CF              | 0               | 0               |                    | -                  | -                  |             | -           | -           | 30     | 6      |
| Totale Stade Bordelais | Totale Stade Bordelais | Totale Stade Bordelais | 84         | 16         |                 | 2               | 0               |                    | -                  | -                  |             | -           | -           | 86     | 16     |
| 2019-2020              | Avranches              | N                      | 21         | 2          | CF              | 0               | 0               |                    | -                  | -                  |             | -           | -           | 21     | 2      |
| 2020-2021              | Quevilly-Rouen         | N                      | 34         | 1          | CF              | 2               | 0               |                    | -                  | -                  |             | -           | -           | 36     | 1      |
| 2021-2022              | Quevilly-Rouen         | L2                     | 25+1       | 0          | CF              | 3               | 0               |                    | -                  | -                  |             | -           | -           | 29     | 0      |
| Totale Quevilly-Rouen  | Totale Quevilly-Rouen  | Totale Quevilly-Rouen  | 59+1       | 1+0        |                 | 5               | 0               |                    | -                  | -                  |             | -           | -           | 65     | 1      |
| 2022-2023              | FCU Craiova            | L1                     | 26         | 4          | CR              | 3               | 0               |                    | -                  | -                  |             | -           | -           | 29     | 4      |
| Totale carriera        | Totale carriera        | Totale carriera        | 216        | 31         |                 | 11              | 0               |                    | -                  | -                  |             | -           | -           | 227    | 31     |

## Palmarès

### Club

#### Competizioni nazionali
- Championnat de France amateur 2: 1

Stade Bordelais: 2016-2017 (gruppo H)